# サインネーム
サインネームとは聴覚障害者の間で使われる、特定の人物を簡単な手話で表現するあだ名のことである。
名付け方は様々であり、一般的には本人の名前、特徴的な見た目・性格・癖・仕草、印象的なエピソード、あるいはその人が幼いころから好きだったことを示すものが多い。例えば、アメリカでは名前のイニシャルの指文字に由来するサインネームが非常に多い。また、イギリスでは、ろう学校の教室でいつも「3番」の椅子に座る学生が「3」のサインネームを得たという話もある。

## 例
- 髪の量が多い人 → カツラ
- マンガが大好きな人 → マンガ
- 佐藤さん → 砂糖
- 原さん → 腹
- 佐々木さん → 背中の刀を抜く（佐々木小次郎に由来）
- 斎藤さん → ちょび髭（斎藤道三に由来）
- 加藤さん → 槍（加藤清正に由来）
- イチロー：打席でバットを構える時の仕草[3]
- ウサイン・ボルト → 稲妻のポーズ[4]
- 志村けん → アイーンのポーズ[5]。
- ビートたけし →コマネチのポーズ
- 明石家さんま →出っ歯の形を作る

## 参考資料
1. ↑  “第2章　手話通訳者養成における「ろう者のやり方」の提示と学習者の認識 – 立命館大学生存学研究所”. www.ritsumei-arsvi.org. 2019年10月25日閲覧。
2. ↑  相良啓子. “手話の名前の付け方”.  国立民族学博物館. 2019年10月25日閲覧。
3. ↑  手話って自由！　ウサイン・ボルトの手話表現が「あのポーズ」で思わず納得　NHK「ロンドン五輪前から使っています」
4. ↑  “ボルト、国際共通の手話表現に「的確すぎ」 NHKでは4年前から”. J-CASTニュース (2016年8月16日). 2019年10月25日閲覧。
5. ↑  「アイーン」は手話で「志村けん」の意味？　「NHK手話ニュース」でやっていた